# الموناسید دو لا کوبا
الموناسید دو لا کوبا (به اسپانیایی: Almonacid de la Cuba) یک شهرستان در اسپانیا است که در استان ساراگوسا واقع شده‌است.